# Гуахардо, Фабиола
Фабио́ла Гуаха́рдо (исп. Fabiola Guajardo; род. 5 января 1987, Монтеррей , Нуэво-Леон , Мексика) — мексиканская актриса и модель.

## Биография
Фабиола Гуахардо Мартинес родилась в 1987 году в Монтеррее штат Нуэво-Леон.
В 2007 году Фабиола принимала участие в конкурсе Nuestra Belleza Nuevo Leon, позднее представляла свой штат на национальном конкурсе Nuestra Belleza México 2007.
Образование получила в Центре актёрского мастерства при «Телевисе» (CEA). В 2011 году она дебютировала в теленовелле «Esperanza del corazón», с Лусией Мендес и Бьянкой Маррокин. Год спустя, в 2012 году, Фабиола участвовала в двух теленовеллах: «Por ella soy Eva» вместе с Лусеро и Хайме Камилом и «Corona de lágrimas» с Викторией Руффо, Марибель Гуардия, Мане де ла Парра.
В 2013 году получает свою первую роль злодейки в мыльной опере «De que te quiero, te quiero» с Ливией Брито и Хуаном Диего Коваррубиасом.
В 2014 году Гуахардо снялась в теленовелле «Yo no creo en los hombres» вместе с Адрианой Лувье, Габриэлем Сото и Алехандро Камачо . За эту роль она получила награду TVyNovelas.
В конце 2015 года она приняла участие в теленовелле «Страсть и власть» вместе с Хорхе Салинасом, Фернандо Колунгой, Сусаной Гонсалес и Марлене Фавелой. Эта работа также была отмечена премией TVyNovelas.

## Фильмография
Теленовеллы
| Год       |   | Русское название    | Оригинальное название       | Роль                   |
| --------- | - | ------------------- | --------------------------- | ---------------------- |
| 2011      | с |                     | Esperanza del corazón       |                        |
| 2012      | с |                     | Por ella soy Eva            | Паола Лагеррета        |
| 2012—2013 | с |                     | Corona de lágrimas          | Норма Вильяр           |
| 2013—2014 | с |                     | De que te quiero, te quiero | Бриджит Гарсия Пабуэна |
| 2014—2015 | с |                     | Yo no creo en los hombres   | Исела Рамос Кабрера    |
| 2015—2016 | с | Страсть и власть    | Pasión y poder              | Габриэла Диас Вальядо  |
| 2016      | с | Кандидатка          | La candidata                | Флоренсия              |
| 2017      | с | Влюбиться в Рамона  | Enamorándome de Ramón       | София Васкес           |
| 2022—2023 | с | Богатые тоже плачут | Los ricos también lloran    | Сорайя Монтенегро      |

Сериал
- «Новая Жизнь» (2013)

Фильм
- Café Cea (2012) — Бренда

## Премии
TVyNovelas
| Год  | Номинация               | Теленовелла               | Результат  |
| ---- | ----------------------- | ------------------------- | ---------- |
| 2015 | Mejor actriz co-estelar | Yo no creo en los hombres | Победитель |
| 2016 | Mejor actriz de reparto | Страсть и власть          | Победитель |